# Ахвледиани, Елена Дмитриевна

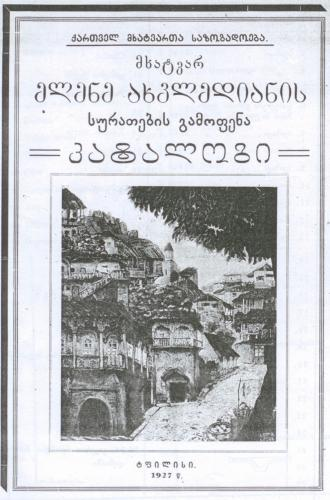
Каталог картин, 1927

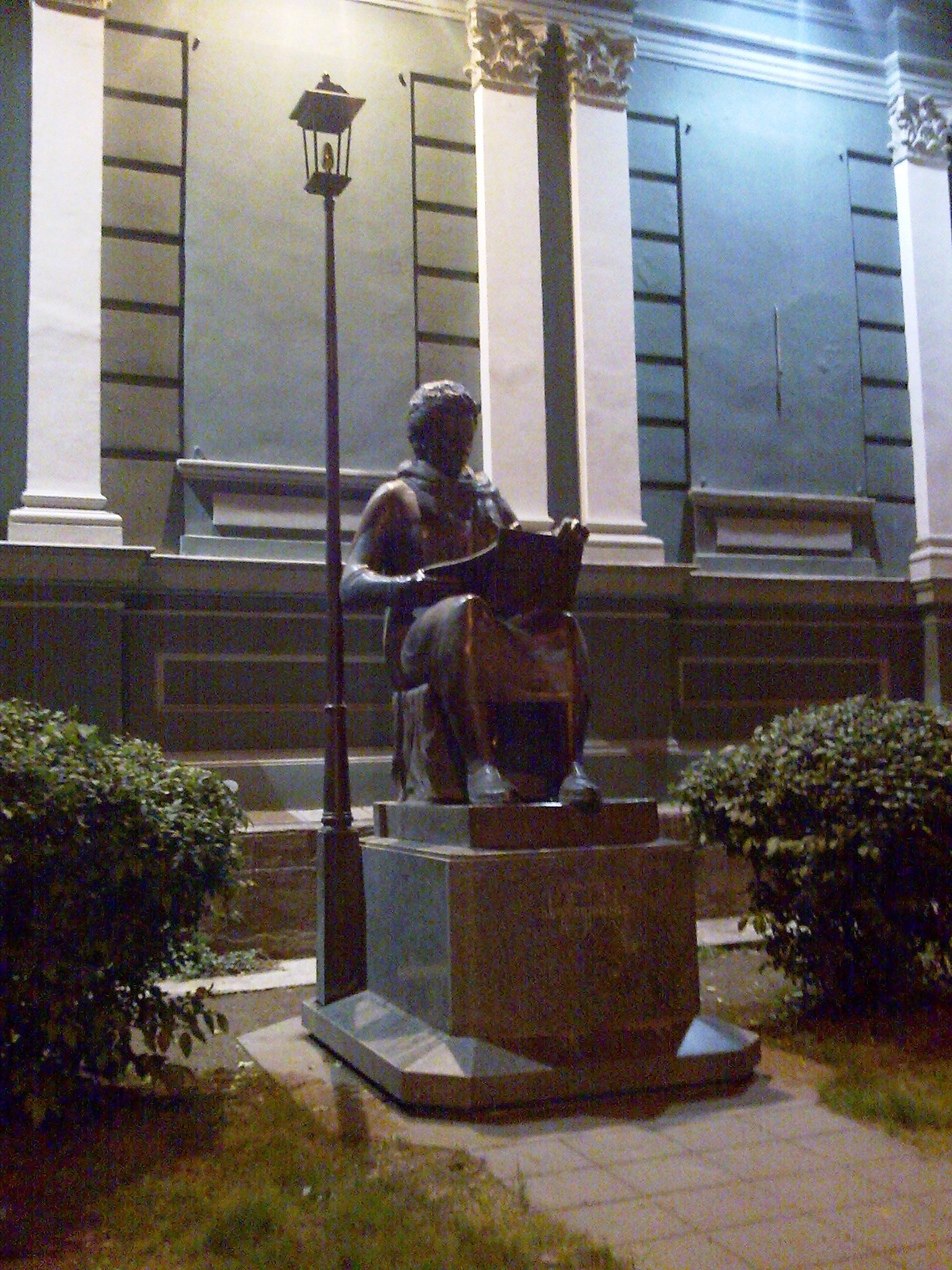
Памятник в Тбилиси

Еле́на Дми́триевна Ахвледиа́ни (груз. ელენე დიმიტრის ასული ახვლედიანი, 5 (18) апреля 1901, Телави — 30 декабря 1975, Тбилиси, Грузинская ССР, СССР) — советская грузинская художница, график, театральная оформительница. Народный художник Грузинской ССР (1960).

## Биография и творчество
Елена Ахвледиани родилась в 1901 году в Телави (Кахетия) в семье врача. В 1910 году переехала с родителями в Тифлис, жили на улице Елизаветинской (теперь — Цинамдзгвришвили).
Родители планировали для неё карьеру музыканта, но вынуждены были согласиться с её намерением стать художницей. Ещё в гимназии она начала серьёзно заниматься живописью, а в 1919 году приняла участие в художественной выставке в Тифлисе. В 1922 году поступила в Академию художеств, где училась в классе Георгия Габашвили. По окончании первого курса как стипендиат академии была командирована в Италию и Францию. На несколько лет поселилась в Париже, где с 1924 по 1927 год занималась в свободной художественной академии Коларосси.
Всё это время основной темой творчества Ахвледиани оставались грузинские пейзажи. В этот период она создаёт картины «Кахетия. Зима», «Кутеж», «Старая колокольня», «Сабуе», «Отдых на дороге», многочисленные пейзажи старого Тбилиси («Старый Тбилиси») и Грузии. Творчество художницы получило благосклонный приём у французской художественной критики.
Одной из стилевых особенностей творчества Елены Ахвледиани стала орнаментализация изображения.
Кроме грузинских пейзажей художница уделяет внимание и тем странам, в которых она в то время находилась: «Уголок Парижа», «Рабочий квартал в Париже», «Венеция».

«Старый Тифлис. Майдан» (1927), Государственный историко-этнографический музей города Тбилиси.

В 1927 году Ахвледиани возвращается в Грузию, проводит персональные выставки в Телави, Тифлис и Кутаиси, от Котэ Марджанишвили получает приглашение работать в Театре драмы в Кутаиси. Она становится художницей в театрах Грузии, а потом и за её пределами. Ей созданы эскизы декораций для многочисленных спектаклей, которые представляют собой картины, исполненные гуашью, композиционно чёткие и безукоризненные по колориту.
Ахвледиани оформила ряд кинофильмов и свыше 60 спектаклей, в том числе: в Театре им. К. А. Марджанишвили в Тбилиси («Три толстяка», 1931; «Мадам Сан-Жен», 1940; «Хозяйка гостиницы», 1952; «Много шума из ничего», 1963, и др.); «Бал-маскарад» (1956) в Театре оперы и балета им. Т. Г. Шевченко в Киеве; «Мать» (1957) в Театре оперы и балета им. С. М. Кирова в Ленинграде.
При этом Ахвледиани продолжает заниматься пейзажной живописью. Основная тема — маленькие грузинские города («Шатили», «Телави», «В старом Кутаиси»). Работы этого периода отличаются холодноватыми свинцовыми тонами, благородной сдержанностью колорита: сказалось увлечение национально-декоративным искусством, особенно чеканкой и чернью.
Пейзажи становятся величественными и поэтичными. От темы тихих городских улочек, Ахвледиани переходит к изображению горных пейзажей: «В горах Мингрелии», «Имеретия», «Окрестности Пассанаури». Стиль становится экспрессивнее, размашистее, мазок — пастознее. Очень характерны для Ахвледиани зимние пейзажи.
Художница передаёт образ родной Грузии, но вместе с тем не ограничивается только видами родной природы. В 1940-е годы появился цикл «Москва в дни Отечественной войны». Многочисленные пейзажи были написаны ею на Украине, в Таллине, в Праге, Братиславе.
Писала произведения по истории героической защиты Кавказа от фашистских захватчиков («Л. П. Берия организует оборону Кавказа на Клухорском перевале» и др.) .

«Зима в Тбилиси» (1968), Дом-музей Е. Д. Ахвледиани, Тбилиси.

Ещё одна тема творчества Ахвледиани — большие стройки («Самгори», «Тезиокам-строй»).
Графические работы художницы отличаются тем, что она создавала целые серии, такие как «В дни войны», «Старый и новый Тбилиси».
Кроме того, Ахвледиани работала как иллюстратор, оформляла издания произведений Сервантеса, Гюго, Лонгфелло, а также грузинской классики: Важа-Пшавела, Ильи Чавчавадзе, Эгнате Ниношвили.
Елена Ахвледиани умерла 30 декабря 1975 года и похоронена в Тбилиси, в пантеоне Дидубе.
Работы художницы выставлены в Музее искусств Аджарии.

### Личная жизнь
Художница принципиально не вела дневников и не оставила мемуаров. Поэтому её личная жизнь до сих пор остаётся предметом споров и малоизученна. Популярным стал сюжет, пересказанный несколькими биографами, что восемнадцатилетняя Ахвледиани сбежала из-под венца, чуть ли не в день свадьбы. Внешний вид (с подросткового возраста она предпочитала мужское платье) и поведение Ахвледиани породили устойчивые слухи о её гомосексуальности.

## Память
- В доме в Тбилиси (улица Лео Киачели, 12), где она жила, открыт мемориальный дом-музей[9].
- Имя Елены Ахвледиани носят улица и переулок в Тбилиси.

## Награды
- Народный художник Грузинской ССР (1960)[10]
- орден Трудового Красного Знамени (02.04.1966)
- орден «Знак Почёта» (22.03.1936)
- Государственная премия Грузинской ССР им. Шота Руставели (1971)